# Рабежа (деревня)
Рабежа — деревня Демянского района Новгородской области, входит в состав Полновского сельского поселения.
Деревня расположена на Валдайской возвышенности на высоте 229 м над уровнем моря, на реке Рабеже.

## История

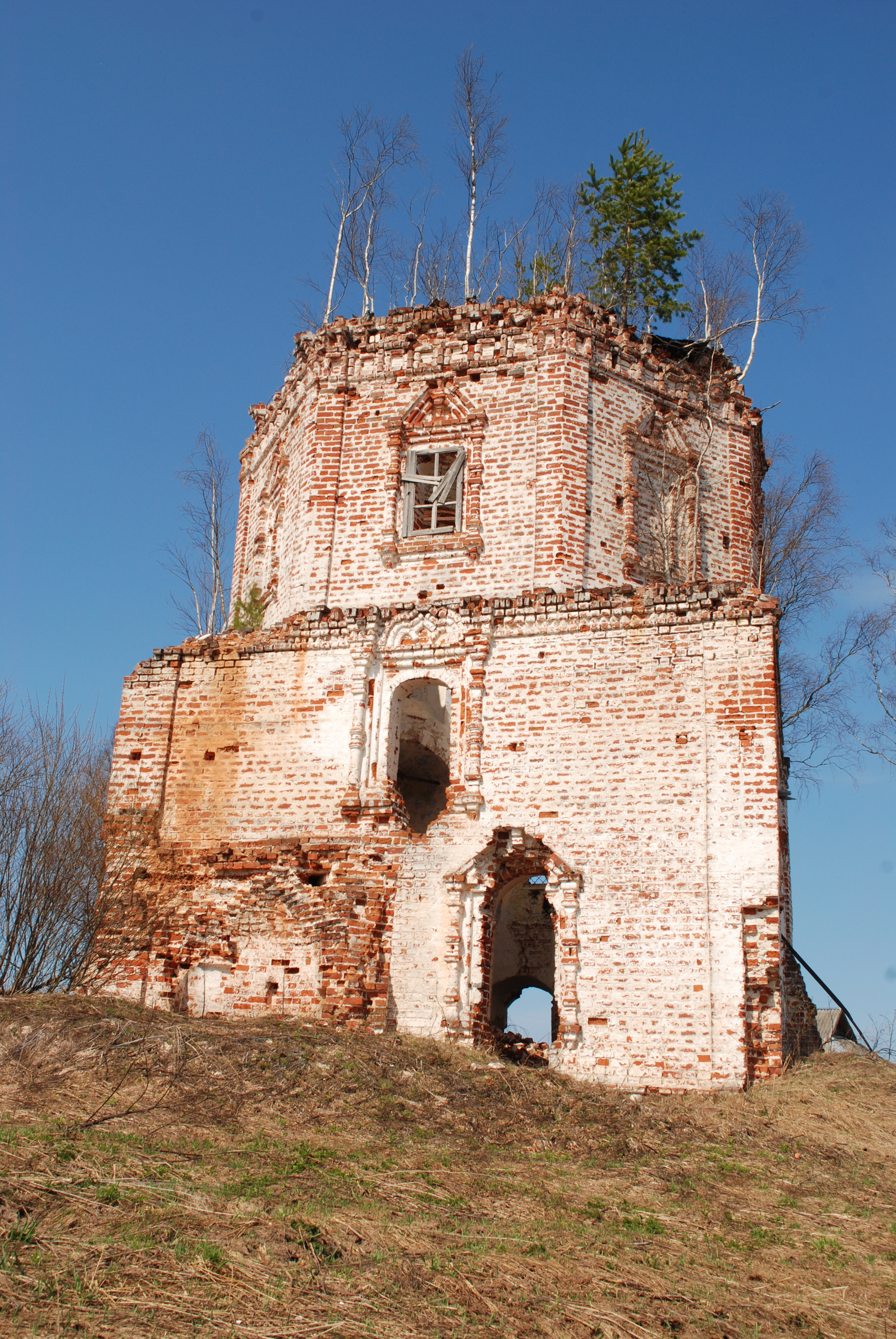
Церковь Святой Троицы. Состояние в 2011 году.

В 1697 году иеромонахом Иоилем Нило-Столбенской пустыни в Рабеже была основана Рабежская или Рабехская-Троицкая, мужская пустынь. В 1722 году была приписана к Юрьеву монастырю, а после 1726 года к Иверскому монастырю, с 1764 года приход Иверского монастыря. Каменная церковь Троицы Живоначальной типа восьмерик на четверике в духе торопецкого зодчества 1-й пол. XVIII в, выстроена в 1732 году, взамен деревянной 1700 года, также выстроенной на месте церкви 1637 года. Ныне церковь полуразрушена.
По переписи населения 1926 года население села Рабежа Рабежской волости Валдайского уезда Новгородской губернии было 322 жителя. С упразднением Новгородской губернии и образованием Ленинградской области, с 1 августа 1927 года село — центр Рабежского сельсовета новообразованного Полновского района Новгородского округа. 30 июля 1930 года Новгородский округ был упразднён, а с октября 1930 года район был переименован в Полново-Селигерский. С 1932 года Рабежа центр Рабежского сельсовета Демянского района. В 1940 году население села было 143 человека. Во время Великой Отечественной войны, с августа 1941 года по январь 1943 года деревня была оккупирована немецко-фашистскими войсками. В деревне братские могилы советских воинов, дата захоронения — октябрь 1941 года. Всего захоронено 560 человек, имена 447 известны.
В 4 километрах севернее этой деревни упал подбитый самолёт Як-1 советского лётчика Алексея Маресьева, будующего Героя Советского Союза.
До апреля 2010 года деревня входила в состав Дубровского сельского поселения.
Уточнённые данные - во время ВОВ деревня не была оккупировна немцами. Немцы не дошли больше 10 км.  Ссылка №6 неверная.  Во время войны деревне располагался наш госпиталь. Деревня пероиодически подвергалась обстрелам. 

примечания
1. ↑  Всероссийская перепись населения 2010 года. 12. Численность населения муниципальных районов, поселений, городских и сельских населённых пунк
2. ↑  Рабежа (недоступная ссылка — история).
3. ↑  Троицкая церковь в д. Рабежа Новгородской области. Дата обращения: 23 апреля 2012. Архивировано 5 марта 2016 года.
4. ↑  [h tt p://sobory.ru/article/index.html?object=06541 Архивная копия от 2 декабря 2011 на Wayback Machine Рабежа. Церковь Троицы Живоначальной ]
5. ↑  Памятники зодчества окрестностей Валдая. Дата обращения: 29 мая 2012. Архивировано 11 мая 2012 года.
6. ↑  Рабежа\\Справочник по истории административно-территориального деления Ленинградской области (1917—1969 гг.)/ Сост Дубин А. С., Лебедева П. Г. Л. 1969.// ЛОГАВ. Т. V. С. 1978. Дата обращения: 23 апреля 2012. Архивировано из оригинала 12 августа 2017 года.
7. ↑  Деревня Рабежа Демянского района\\Сайт Администрации Демянского муниципального района Новгородской области. Дата обращения: 23 апреля 2012. Архивировано из оригинала 4 марта 2016 года.
8. ↑  30 марта 2010 года ОБЛАСТНОЙ ЗАКОН № 718-ОЗ. Дата обращения: 23 апреля 2012. Архивировано 13 апреля 2016 года.
9. ↑  ПОСТАНОВЛЕНИЕ от 8 апреля 2008 г. № 121 О РЕЕСТРЕ АДМИНИСТРАТИВНО-ТЕРРИТОРИАЛЬНОГО УСТРОЙСТВА ОБЛАСТИ. Дата обращения: 23 апреля 2012. Архивировано 8 ноября 2020 года.